# خانم دینامیت
نیومی آرلین مک لین دیلی (زاده ۲۶ آوریل ۱۹۸۱)، معروف به خانم دینامیت، خواننده و خواننده رپ بریتانیایی است. او برنده جایزه موسیقی مرکوری، دو جایزه بریت و سه جایزه MOBO است. او در کرولی، ساسکس غربی به دنیا آمد و در شهر کنتیش، شمال لندن، از پدری جامائیکایی و مادری اسکاتلندی بزرگ شد. او خواهر بزرگتر خواننده رپ آکالا است.